# Xyrichtys pastellus
Xyrichtys pastellus är en fiskart som beskrevs av Randall, Earle och Rocha 2008. Xyrichtys pastellus ingår i släktet Xyrichtys och familjen läppfiskar. IUCN kategoriserar arten globalt som livskraftig. Inga underarter finns listade i Catalogue of Life.